# پیوند پدرانه

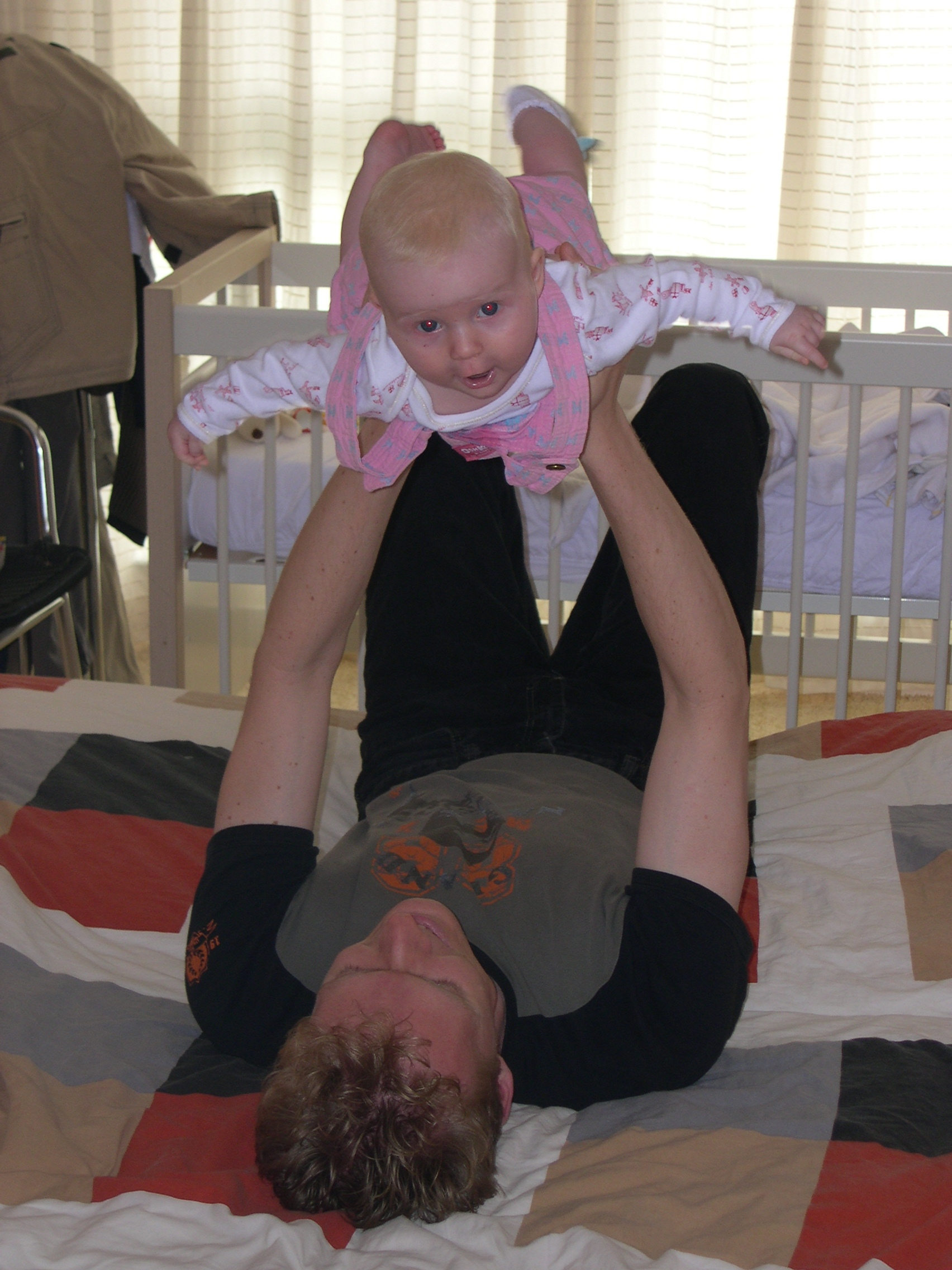
پدری با فرزندش در حالِ بازی است

پیوند پدرانه (به انگلیسی: Paternal bond) به رابطهٔ شخصیِ میان یک پدر و فرزندش اشاره دارد.
در ایالات متحده، همسرِ مادر به عنوانِ پدرِ قانونی محسوب می‌شود، مگر اینکه کاری همچون طلاق صورت گرفته باشد. ممکن است یک مرد مجرد نیز با امضای داوطلبانه یا در دادگاه، حقِ پدری را برای خود و نسبت به یک فرزند رسمیت بخشد. همچنین ممکن است که سرپرستیِ فرزند به یک مرد و فردی جوان‌تر و به عنوانِ فرزند خواندگی داده شود، بدونِ اینکه میانِ آن دو رابطهٔ خونی و بیولوژیکی وجود داشته باشد.